# Benedykt Dybowski

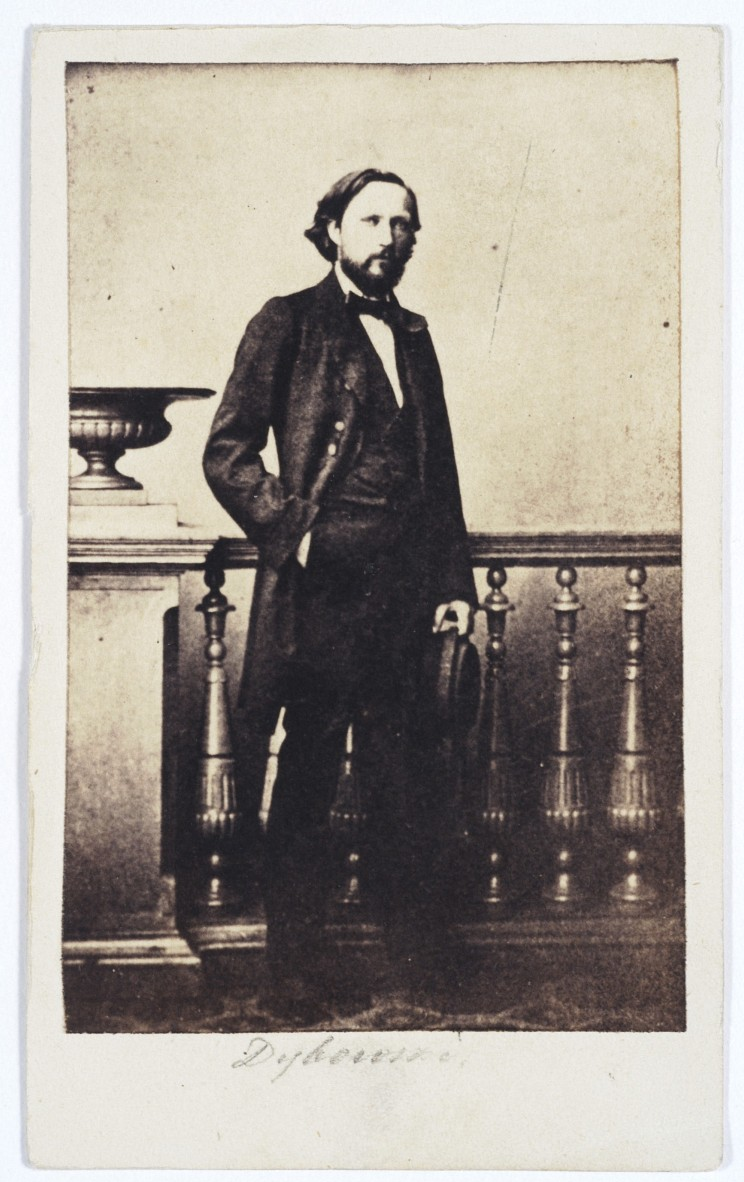
Benedykt Dybowski (c. 1863)

Benedykt Tadeusz Dybowski  (* 12. Mai 1833 in Adamaryn im Ujesd Nowogrudok, Gouvernement Minsk; † 31. Januar 1930 in Lwiw) war ein polnischer Naturforscher und Arzt.

## Leben und Wirken
Benedykt Dybowski studierte an den Universitäten Dorpat und Breslau Medizin, später Paläontologie, Botanik und Medizin in Berlin, und ging auf Expeditionen, um ozeanische Fische und Krebstiere zu erforschen. Er wurde zum Professor für Zoologie an der Szkoła Główna Warszawska in Warschau ernannt.
1864 wurde er wegen der Teilnahme am polnischen Januaraufstand verhaftet und zum Tode verurteilt. Seine Strafe wurde später auf 12 Jahre schwere Arbeit in Sibirien reduziert.
Dybowski begann das Studium der Naturgeschichte von Sibirien. 1866 befreite ihn Gouverneur Murawjow von der Zwangsarbeit, erneuerte seine bürgerlichen Rechte und schlug ihm die Arbeit als Arzt im Krankenhaus vor. Er ließ sich im kleinen Dorf Kultuk nieder und begann die detaillierte Erforschung des Baikalsees mit technischer Unterstützung der Russischen Geographischen Gesellschaft. Ab 1879 unternahm er verschiedene Expeditionen nach Sachalin und Kamtschatka und übte bei diesen Gelegenheiten weiterhin seinen Arztberuf aus.
1877 hatte Dybowski sich als Arzt in Petropawlowsk-Kamtschatski niedergelassen, um die Natur Kamtschatkas zu studieren. Insbesondere untersuchte er die Natur der Kommandeurinseln. 1883 emigrierte er in das damals österreichisch-ungarische Lemberg und lehrte an der Universität Lemberg. 1906 wurde er wegen seines Eintretens für den Darwinismus pensioniert, worauf er sich auf dem Familiengut seiner Schwester in Weißrussland niederließ. Seine Vorlesungen an der Universität Warschau motivierten Gleb Wereschtschagin, den Baikalsee lebenslang zu erforschen.
1927 erklärte die Akademie der Wissenschaften der UdSSR Dybowski zu ihrem Mitglied. 1921 erhielt Dybowski die Ehrendoktorwürde der Warschauer Universität und im Jahre 1923 die der Universität Wilna. Zu seinem 95. Geburtstag gratulierte ihm die ukrainische Schewtschenko-Gesellschaft.
Dybowski starb im Alter von 96 Jahren. Er ist in Lwiw auf dem Lytschakiwski-Friedhof neben anderen Teilnehmern des polnischen Aufstands von 1863 begraben.

## Trivia
Gammaracanthuskytodermogammarus loricatobaicalensis, ein angeblich aus dem Baikalsee stammender Flohkrebs, der von Dybowski benannt wurde, war einst der längste wissenschaftliche Name. Allerdings ist dieser Name laut den Internationalen Regeln für die Zoologische Nomenklatur ungültig.
Ihm zu Ehren benannt wurde unter anderem Dybowskis Frosch (Rana dybowskii Günther, 1876), eine dem europäischen Grasfrosch ähnelnde Amphibienart aus dem fernen Osten Russlands und Nordasiens. Auch der Name Dybowski-Hirsch aus dem Artenkomplex des Sikahirsches wurde in Reverenz für Benedykt Dybowski gewählt.